# Sikkativ
Sikkative (von lateinisch siccus ‚trocken‘) sind Stoffe, die ölhaltigen Farben, Lacken, Halböl und Leinölfirnis zugesetzt werden, um ihr Härten oder Festwerden, meist fälschlich als Trocknung bezeichnet, zu beschleunigen.

## Chemische Reaktion
Der „Trocknungsprozess“ von Ölfarbe ist chemisch eine Oxidation, Polymerisation und Quervernetzung unter Vergrößerung der molaren Masse, bei der die „trocknenden“ Öle zuerst an Volumen zunehmen, dann jedoch wieder schrumpfen (zuerst Runzel-, dann Rissbildungen), z. B. Leinöl wird zu Linoxin. Dabei steigt die Viskosität der Ölfarbe. Diese Viskositätserhöhung ist auf eine vernetzende Polymerisation und nicht auf einen Verlust an Lösungsmittel wie bei einer Trocknung zurückzuführen. Sikkative wirken bei diesen Prozessen als Katalysatoren.
Eine zu schnelle Hautbildung kann durch so genannte Hautverhinderungsmittel, wie z. B. Butanonoxim, verhindert werden. Es werden Risse und Runzeln verhindert und die Lagerstabilität des Lacks verbessert.
Die eingesetzten Sikkative beschleunigen den Zerfall der während der Härtung entstehenden Peroxide. Hierbei wird das Metallatom fortwährend oxidiert und reduziert und erzeugt dabei jeweils ein Radikal. Die dabei entstehenden Hydroxidionen und Protonen kombinieren zu Wasser. Der Prozess wird an der folgenden Grafik veranschaulicht:

## Verwendete Stoffe
Bei der Herstellung von Leinölfirnis wurden früher gesundheitsschädigende Materialien verwendet, beispielsweise Bleioxide. Heute verwendet man Octoate wie Cobalt-, Mangan- und Zirconiumoctoate, Metallsalze der 2-Ethylhexansäure oder die entsprechenden Naphthenate.

## Gebrauch in der Ölmalerei
Sikkative sind in der Ölmalerei ein wichtiger Bestandteil der Farbe, um die Trocknung zu beschleunigen. Als Basis der Farbmittel werden trocknende Öle genutzt. Die eigentliche Oxidation ist mit und ohne Sikkativ ein kontinuierlicher Prozess, der über Jahrhunderte verlaufen kann.
Durch Einsatz von Sikkativen lässt sich die Zeit, die Ölfarbe braucht, um „nageltrocken“ zu werden, von 5 bis 12 Tagen (Leinöl, dünner Auftrag, abhängig von verwendeten Pigmenten) auf einen bis zwei Tage verkürzen. Bei übermäßigem Gebrauch setzt ein frühzeitiges Altern ein, das sich in starken Runzelbildungen und Vergilben bemerkbar macht, im Weiteren auch in starker Rissbildung. Häufig verwendete Sikkative sind Schwermetalloxide von Blei (Pb), Mangan (Mn), Kobalt (Co), Zink (Zn) und die Metallsalze (= Metallseifen) von meist ungesättigten Fettsäuren, wie Ölsäure. Pigmente mit diesen Schwermetallen, wie Bleiweiß haben eine eigene sikkative Wirkung, die auf Verseifungsreaktionen mit Erhöhung der Viskosität beruht.
In der Praxis werden häufig Mischungen verschiedener Metallseifen verwendet. Lösungen von Sikkativen in Öl – manchmal als Sikkativextrakte bezeichnet – werden nach einigem Stehen oft trübe. Man lässt sie dann zur Klärung in offenen Gefäßen absetzen.

„Ein Mennigsikkativ wird erhalten, wenn man Leinölfirnis mit Mennige und Umbra unter fortwährendem Umrühren kocht, bis eine musähnliche Masse entstanden ist, und diese mit Terpentinöl verdünnt. Der klare Firnis wird nach einigen Tagen von dem Bodensatz abgegossen.
Für Zinkweißfarben kocht man Leinöl mit 5 % Braunsteinpulver, welches in einen Sack von Leinwand genäht wird, den man so im Kessel befestigt, dass er den Boden nicht berührt. Man siedet zweimal 10 bis 12 Stunden und verdünnt dann mit Terpentinöl. Die erhaltene dunkelbraune Flüssigkeit erteilt größeren Mengen Öl und Firnis die Eigenschaft, schnell zu trocknen.
Am häufigsten benutzt man borsaures Manganoxydul, welches man mit wenig Leinöl anreibt und mit etwa 300 bis 400 Teilen Leinöl einmal aufkocht. Zinkweiß, mit 5 % borsaurem Manganoxydul gemischt, kommt als Siccatif zumatique in den Handel und macht Leinölfirnisfarben schneller trocken, wenn man ihnen 2,5 % desselben zusetzt. Auch Lösungen von Schellack in Ammoniak oder in Boraxlösung werden als Sikkativ benutzt. Die Anwendung der Sikkative ist besonders bei Erdfarben, Ultramarin und Zinkweiß geboten, bei Anstrichen mit Bleiweiß, Mennige, Chromgelb überflüssig, da diese Farbmittel bereits trocknend wirken.“

## Gesundheitshinweis
Die in den meisten Sikkativen enthaltenen Schwermetallionen (Blei und Cobalt, weniger Mangan und Zink) und Borverbindungen sind toxikologisch bedenklich.